# Пластична хирургия
Пластична хирургия (от гръцки plastikos – „оформяне“) е специалност, при която оперативно се променя външният вид и функционалността на човешко тяло при изгаряния, ампутации, белези от травми и други. Някои от тези операции се наричат „възстановителни“ (или само „пластични“). Възстановителните операции са само за подобряване на здравето на нездрав човек. Или просто за повдигане на самочувствието, ако човек си мисли, че не е достатъчно пълноценен.
Целите на една пластична операция могат да бъдат:
- корекция на физически недостатък/обезобразяване;
- възстановяване на увредена функция;